# Хизанейшвили, Отар Давидович
Ота́р Дави́дович Хизанейшви́ли (груз. ოთარ დავითის ძე ხიზანეიშვილი; 26 сентября 1981, Тбилиси, СССР) — грузинский футболист, защитник.

## Карьера
Хизанейшвили начал играть в молодёжной команде тбилисского «Динамо». Дебютировал в национальной сборной Грузии, когда ему было 18 лет.
В 19 лет он перешёл в московский «Спартак», но не смог закрепиться там в основном составе и спустя 2 года «транзитом» через «Ростов» вернулся в Тбилиси в родное «Динамо».
Отличная игра в составе сборной Грузии привлекла к Хизанейшвили внимание Фолькера Финке, тренера немецкого «Фрайбурга», в котором тогда выступали ещё 2 грузинских легионера, Александр Иашвили и Леван Цкитишвили, которые и порекомендовали просмотреть Отара. В составе «Фрайбурга» Отар выступал в Бундеслиге и Второй Бундеслиге. После этого выступал за «Аугсбург» во Второй Бундеслиге. 9 августа 2010 года перешёл в «Анжи» из Махачкалы. В российской Премьер-лиге дебютировал 22 августа 2010 года в матче против владикавказской «Алании», выйдя на замену Махиру Шукюрову. По окончании сезона 2010 года у него закончился контракт с «Анжи» и футболист стал свободным агентом.
Летом 2011 года подписал контракт с казахстанским клубом «Восток». Позже футболист вернулся в чемпионат Грузии.

## Достижения
- Чемпион России: 2000
- Чемпион Грузии: 2013
- Обладатель Кубка Грузии: 2013